# Rodriguesflyghund
Rodriguesflyghund (Pteropus rodricensis) (en: Rodrigues flying fox or Rodrigues fruit bat) är en flyghund som är endemisk för ön Rodrigues.

## Kännetecken
Rodriguesflyghunden har ett vingspann på 50 till 90 centimeter och vikten kan uppgå till mellan 300 och 350 gram. Pälsen är tät och mörkt kastanjebrun, förutom omkring nacken, delar av huvudet och skuldrorna där den är mer gyllenbrun.

## Utbredning
Rodriguesflyghunden lever i skogar med fruktbärande träd upp till en höjd på omkring 200 meter över havet. Den var en vanlig art på Rodrigues fram till det tidiga 1900-talet. Fram till 1950-talet rapporterades den fortfarande förekomma i större populationer. Under 1970-talet skedde en stor minskning och 1979 fanns endast omkring 70 djur kvar. Vid 1990-talets början hade beståndet återhämtat sig till omkring 1 000 individer. 2003 uppskattades populationen för arten som helhet uppgå till omkring 4 000 individer. Den är sedan 1996 rödlistad av IUCN som akut hotad. Hot mot arten är habitatförlust genom att de skogar där den lever huggs ned och cykloner. Tidigare var även jakt ett hot mot arten.

## Levnadssätt
Rodriguesflyghunden livnär sig huvudsakligen på frukt och många individer kan samlas i ett och samma träd för att äta av frukten när denna mognar. Den födosöker i skymningen och på natten och för att hitta frukten använder den sitt luktsinne. Den är social, men mellan hanarna finns en rangordnig. Honorna vilar i grupper och en dominant hane finns ofta i närheten av en sådan grupp. 
Vid sidan av frukter ingår även flygande insekter i födan. Rodriguesflyghunden saknar liksom flera andra flyghundar förmåga till ekolokalisering. Arten hittar istället sina byten med synen. Honor får varje år en kull med en eller sällan två ungar. Könsmognaden infaller efter 1,5 till 2 år.